# Monkaen Kaenkoon
Monkaen Kaenkoon (în thailandeză มนต์แคน แก่นคูน, n. 20 iulie 1973, Districtul Loeng Nok Tha, Provincia Yasothon, Thailanda) este un actor și cântăreț thailandez.

## Tinerețe
Monkaen Kaenkoon s-a născut pe 20 iulie 1973  în provincia Yasothon și și-a început cariera muzicală în 1991, colaborând cu GMM Grammy.

## Discografie

### Album
- 2005 - Yang Koay Thee Soai Derm[5]
- 2006 - Yam Tor Khor Toe Haa
- 2008 - Sang Fan Duai Kan Bor
- 2009 - Roang Ngan Pit Kid Hot Nong
- 2010 - Fan Eek Krang Tong Pueng Ther
- 2012 - Trong Nan Kue Na Thee Trong Nee Kue Hua Jai
- 2016 - Hai Khao Rak Ther Muean Ther Rak Khaw[6]
- 2018 - Ai Hak Khaw Toan Jao Bor Hak
- 2019 - San Ya Nam Ta Mae